# لاولتیدین
لاولتیدین (INN, USAN, BAN؛ قبلاً با نام لوکستیدین با نام کد AH-23,844 شناخته می‌شد) یک آنتاگونیست بسیار قوی و انتخابی گیرنده H2 است که توسط گلکسو ولکام (در حال حاضر گلاکسو اسمیت کلاین) به عنوان درمانی برای بیماری ریفلاکس معده به مری مورد بررسی قرار داشت؛ اما توسعه آن به دلیل کشف تومورهای کارسینوئید معده در مطالعات بالینی در جوندگان، متوقف شد.